# SKA Rostov aan de Don

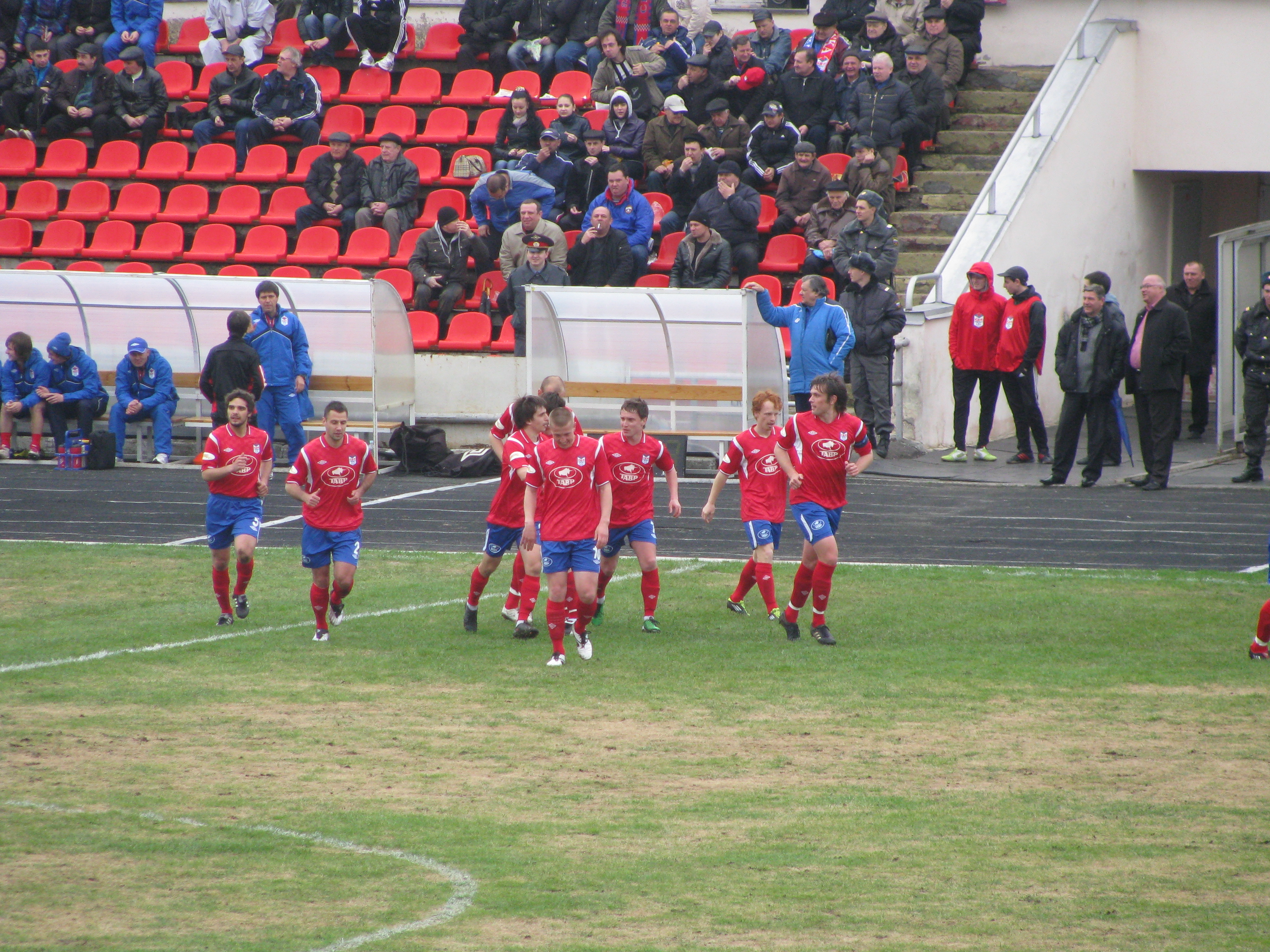
Spelers van Rostov

SKA Rostov aan de Don (Russisch: ФК СКА Ростов-на-Дону) is een Russische voetbalclub uit de stad Rostov aan de Don.

## Geschiedenis
De club werd op 27 augustus 1937 opgericht en was ook bekend als RODKA (1937-1953), ODO (1954-1956), SKVO (1957-1959). De huidige naam werd in 1960 aangenomen en staat voor Voetbalclub van de Legersportvereniging Rostov aan de Don.
Nadat de club jaren in de regionale competitie speelde, namen ze in 1958 voor het eerst deel aan de nationale reeksen en speelde de club in de tweede klasse, die toen in meerdere reeksen opgedeeld was. Het toenmalige SKVO eindigde eerste samen met Spartak Jerevan en won de play-off om de groepswinst met 2-1. In de eindronde om promotie kon de club met één punt voorsprong op ODO Sverdlovsk de titel binnen halen en promoveerde zo na één seizoen al naar de hoogste klasse.
In het eerste seizoen bij de elite kon de club al meteen de vierde plaats wegkapen. Viktor Ponedelnik was een van de sterren van de club. Ook het volgende jaar kon de club vierde eindigen. Na twee jaren middenmoot werden ze in 1963 opnieuw vierde en dat jaar was Oleg Kopajev met 27 doelpunten topschutter van de competitie. Twee jaar later werd hij nog eens topschutter, al eindigde Rostov nu zevende. Het beste resultaat in de geschiedenis volgde in 1966, toen de club vicekampioen werd achter Dinamo Kiev. De volgende jaren eindigde de club in de middenmoot en in 1971 werd een degradatie maar op een haar na vermeden toen ze evenveel punten hadden als Pachtakor Tasjkent, dat wel degradeerde. Twee jaar later was die degradatie een feit, de club behaalde slechts 11 punten. Het volgende seizoen werden ze vicekampioen achter Lokomotiv Moskou waardoor ze meteen terugkeerden naar de Top Liga, echter was de laatste plaats ook hun deel in 1975.
Na twee plaatsen in de middenmoot streed de club in 1978 tot op de laatste speeldag mee voor de titel. Het lot bepaalde dat SKA Rostov uit tegen rechtstreekse concurrent Krylja Sovetov Koejbysjev moest. Krylja Sovetov won duidelijk met 4-1, maar SKA promoveerde wel evenzeer. In het eerste seizoen kon de club het behoud verzekeren en in 1980 werden ze zelfs negende. In 1981 eindigde de club in theorie één plaats boven de degradatiezone, maar Pachtakor Tasjkent, dat laatste eindigde, was drie jaar vrijgesteld van degradatie nadat hun team om het leven was gekomen in 1979 in de Vliegtuigbotsing bij Dnjeprodzerzjinsk, waardoor SKA toch degradeerde. Lichtpunt dat jaar was de bekerfinale, die ze voor de derde keerde wisten te bereiken. Nadat onder andere Ararat Jerevan en Dinamo Moskou opzij gezet werden trof de club in de finale Spartak Moskou. Voor meer dan 80.000 toeschouwers scoorde Sergej Andrejev het winnende doelpunt in de 85ste minuut waardoor SKA hun eerste grote prijs pakten in de clubgeschiedenis. Hierdoor mocht de club, als tweedeklasser, deelnemen aan de Europacup II, waar het Turkse Ankaragücü in de eerste ronde makkelijk verslagen werd. In de 1/8ste finale botste de club op het Duitse Eintracht Frankfurt. Thuis werd nipt met 1-0 gewonnen, maar in Frankfurt verloren ze met 2-0 en waren ze uitgeschakeld. Na een elfde plaats werden ze in 1983 vicekampioen achter Kairat Alma-Ata en promoveerde opnieuw naar de hoogste klasse.
In 1984 werd de club veertiende en was nog voor het einde van de competitie zeker van het behoud, al was de voorsprong op de degradanten beperkt. Het volgende seizoen werden ze laatste en degradeerde nu voorgoed uit de Top Liga. De volgende seizoenen eindigde de club in de middenmoot tot een degradatie volgde in 1989 waardoor de club voor het eerst sinds 1957 niet in een van de twee hoogste klassen speelde. Tot overmaat van ramp eindigde de club ook in 1990 op een degradatieplaats, waardoor de club in de vierde klasse verzeilde. Hier eindigde de club op een tiende plaats.
Na het uiteenvallen van de Sovjet-Unie ging de club in de Russische competitie spelen en begon daar in de derde klasse. De club miste op een haar na de promotie en eindigde samen met Avangard Kamysjin op de tweede plaats, maar moest de promotie aan Avangard laten. Het volgende seizoen eindigde de club in de middenmoot, maar doordat de tweede klasse van drie reeksen naar één reeks werd teruggebracht moest de club in 1994 van start in de vierde klasse. De club keerde meteen terug naar de derde klasse en speelde er drie jaar alvorens te degraderen. Ook nu kon de club na één seizoen terugkeren en werd met grote achtertand op Koeban Krasnodar vicekampioen. Koeban kon de promotie via de eindronde niet afdwingen en was ook in 2000 de rivaal van SKA. Tot op de laatste speeldag gingen de clubs nek aan nek en met 98 punten uit 38 wedstrijden moest SKA op één puntje na weer de duimen leggen voor Koeban. In 2001 werd de club met twaalf punten voorsprong op Dinamo Stavropol kampioen. In de play-off voor promotie versloeg de club Svetotechnika Saransk en keerde na dertien jaar terug naar de tweede klasse. De club werd voorlaatste en werd meteen terug naar de derde klasse verwezen. Na enkele jaren in de derde klasse werd de club in 2006 vicekampioen achter Spartak Vladikavkaz en promoveerde doordat een aantal clubs hun licentie verloren. In 2007 kon de club de degradatie net vermijden en in 2008 eindigden ze dertiende, maar na dit seizoen trok de club zich vrijwillig terug uit de tweede klasse vanwege financiële problemen.
De volgende jaren speelde de club, zonder veel succes in de derde klasse en na het seizoen 2013/14 werd de club zelfs uit de competitie gezet omdat ze geen licentie kregen. In 2015 keerden ze terug in de derde klasse (tweede divisie) en eindigden zesde.

## Erelijst
- USSR Cup
  - Winnaar: 1981
  - Finalist: 1969, 1971

## SKA in Europa
- 1R = eerste ronde
- 1/8 = 1/8ste finale
- PUC = punten UEFA coëfficiënten

Uitslagen vanuit gezichtspunt KA Rostov aan de Don
| Seizoen | Competitie   | Ronde | Land               | Club                | Totaalscore | 1e W    | 2e W    | PUC |
| ------- | ------------ | ----- | ------------------ | ------------------- | ----------- | ------- | ------- | --- |
| 1981/82 | Europacup II | 1R    | Vlag van Turkije   | Ankaragücü          | 5-0         | 3-0 (T) | 2-0 (U) | 6.0 |
|         |              | 1/8   | Vlag van Duitsland | Eintracht Frankfurt | 1-2         | 1-0 (T) | 0-2 (U) | 6.0 |

Totaal aantal punten voor UEFA coëfficiënten: 6.0

## Bekende (oud-)spelers
- Sergej Andrejev
- Oleg Kopajev
- Joeri Kovtoen